# Tiro esportivo nos Jogos Pan-Americanos de 2011 - Fossa olímpica masculino
A competição da fossa olímpica masculino foi um dos eventos do tiro esportivo nos Jogos Pan-Americanos de 2011, em Guadalajara. Foi disputada no Club Cinegético Jalisciense nos dias 18 e 19 de outubro.

## Calendário
Horário local (UTC-6).
| Data          | Horário | Fase           |
| ------------- | ------- | -------------- |
| 18 de outubro | 9:30    | Qualificação 1 |
| 19 de outubro | 9:00    | Qualificação 2 |
| 19 de outubro | 14:00   | Final          |

## Medalhistas
| Ouro   | GUA Jean Pierre Brol |
| Prata  | COL Danilo Caro      |
| Bronze | BRA Roberto Schmits  |

## Resultados

### Qualificação
| Pos. | Atirador                     | País                      | 1  | 2  | 3  | 4  | 5  | Total | Obs.   |
| ---- | ---------------------------- | ------------------------- | -- | -- | -- | -- | -- | ----- | ------ |
| 1    | Jean Pierre Brol             | GUA Guatemala             | 25 | 24 | 25 | 25 | 25 | 124   | Q, EPR |
| 2    | Danilo Caro                  | COL Colômbia              | 25 | 25 | 23 | 25 | 25 | 123   | Q      |
| 3    | Matthew Gossett              | USA Estados Unidos        | 23 | 25 | 24 | 24 | 25 | 121   | Q      |
| 4    | Roberto Schmits              | BRA Brasil                | 25 | 25 | 23 | 24 | 23 | 120   | Q      |
| 5    | Eduardo Lorenzo Casasnovas   | DOM República Dominicana  | 24 | 24 | 23 | 23 | 25 | 119   | Q      |
| 6    | Sergio Piñero Garces         | DOM República Dominicana  | 24 | 25 | 25 | 23 | 22 | 119   | Q      |
| 7    | Juan Carlos Pérez            | BOL Bolívia               | 23 | 25 | 22 | 24 | 24 | 118   |        |
| 8    | Jacob Turner                 | USA Estados Unidos        | 23 | 25 | 23 | 23 | 24 | 118   |        |
| 9    | Asier Cilloniz               | PER Peru                  | 23 | 25 | 23 | 23 | 23 | 117   |        |
| 10   | Rodrigo Bastos               | BRA Brasil                | 24 | 24 | 24 | 23 | 22 | 117   |        |
| 11   | Carlos Belletini             | ARG Argentina             | 20 | 25 | 25 | 24 | 22 | 116   |        |
| 12   | Robert Auerbach              | TRI Trinidad e Tobago     | 22 | 23 | 25 | 24 | 22 | 116   |        |
| 13   | Leonel Martínez              | VEN Venezuela             | 25 | 24 | 23 | 22 | 22 | 116   |        |
| 14   | Ian Shaw                     | CAN Canadá                | 24 | 23 | 23 | 24 | 21 | 115   |        |
| 15   | Juan Zanella                 | MEX México                | 23 | 21 | 22 | 24 | 24 | 114   |        |
| 16   | Ramón Toca                   | MEX México                | 24 | 23 | 21 | 22 | 24 | 114   |        |
| 17   | Mario Soarez                 | VEN Venezuela             | 24 | 19 | 23 | 22 | 25 | 113   |        |
| 18   | Gianluca Dapelo              | CHI Chile                 | 24 | 24 | 22 | 22 | 21 | 113   |        |
| 19   | Fernando Borello             | ARG Argentina             | 24 | 23 | 22 | 20 | 21 | 110   |        |
| 20   | César Menacho                | BOL Bolívia               | 22 | 24 | 19 | 21 | 23 | 109   |        |
| 21   | Michel Daou                  | AHO Antilhas Neerlandesas | 22 | 22 | 25 | 19 | 21 | 109   |        |
| 22   | Álvaro Rodríguez             | GUA Guatemala             | 20 | 20 | 21 | 24 | 23 | 108   |        |
| 23   | Paul Shaw                    | CAN Canadá                | 23 | 21 | 23 | 20 | 21 | 108   |        |
| 24   | Christopher Jackson          | CAY Ilhas Cayman          | 20 | 24 | 20 | 20 | 23 | 107   |        |
| 25   | Alessandro de Souza Ferreira | PER Peru                  | 23 | 21 | 24 | 16 | 22 | 106   |        |
| 26   | Claudio Vergara              | CHI Chile                 | 19 | 24 | 21 | 21 | 21 | 106   |        |
| 27   | Shaun Barnes                 | JAM Jamaica               | 23 | 21 | 20 | 16 | 21 | 101   |        |
| 28   | Eduardo Taylor               | PAN Panamá                | 19 | 20 | 20 | 20 | 20 | 99    |        |

### Final
| Pos.              | Atirador                   | País                     | Qualificação | Final | Total | Obs. |
| ----------------- | -------------------------- | ------------------------ | ------------ | ----- | ----- | ---- |
| Medalha de ouro   | Jean Pierre Brol           | GUA Guatemala            | 124          | 22    | 146   | FPR  |
| Medalha de prata  | Danilo Caro                | COL Colômbia             | 123          | 22    | 145   |      |
| Medalha de bronze | Roberto Schmits            | BRA Brasil               | 120          | 23    | 143   |      |
| 4                 | Matthew Gossett            | USA Estados Unidos       | 121          | 21    | 142   |      |
| 5                 | Eduardo Lorenzo Casasnovas | DOM República Dominicana | 119          | 21    | 140   |      |
| 6                 | Sergio Piñero Garces       | DOM República Dominicana | 119          | 20    | 139   |      |